# Zahrádka (usedlost na Smíchově)
Zahrádka (Zahradská) je zaniklá usedlost v Praze 5, která stála při Plzeňské ulici jihozápadně od Klamovky. Původně se nacházela v katastru obce Smíchov, později pozemky přešly do katastru obce Košíře.

## Historie
Usedlost stála mezi Demartinkou a vrchem Okrouhlík při cestě do Motola. Tvořila ji malá obytná budova na čtvercovém půdorysu a jedna hospodářská budova. Kolem poloviny 19. století splynula se sousední Klamovkou. Na jejích pozemcích stojí bývalá tramvajová vozovna Klamovka.